# Mlýnský náhon (Bolelouc)
Boleloucký Mlýnský náhon je umělý vodní kanál na střední Hané, vzniklý pravděpodobně už ve středověku a určený především pro pohánění vodních mlýnů. Protéká od Dubu nad Moravou přes Tovačov ke Kojetínu. Délka jeho toku, souběžného s řekou Moravou, je asi 20 km.

## Historie, popis a zajímavosti
Náhon, vytékající z řeky Moravy u Bolelouce, byl vytvořen pravděpodobně v souvislosti s výstavbou rybníků u Tovačova za Jana Tovačovského z Cimburka. Poháněl několik mlýnů a původně se vléval zpět do Moravy už za Lobodicemi. V roce 1583 byl náhon prodloužen, aby mohl dodávat vodu i na kojetínský mlýn.
Kanál odbočuje z Moravy nad bolelouckým jezem doprava, obtéká z východní strany městys Dub nad Moravou, protéká Věrovany a pokračuje k tovačovským rybníkům, Hradeckému a Křenovskému. Nedaleko tovačovského zámku protéká areálem mlýna, zmiňovaného už v roce 1503.
Za Tovačovem obtéká u Annína po západní straně tovačovská jezera a po východní straně rybník Náklo, a opět po východní straně se klikatí kolem Lobodic, kde kdysi poháněl dva mlýny. Jeden z nich v roce 1905 i s přilehlou pilou vyhořel a na jeho místě byla postavena dodnes funkční elektrárna s Kaplanovou turbínou z roku 1932.
Mlýnský náhon za Lobodicemi míří dál na jih a nedaleko Uhřičic se kříží se dvěma jinými vodními toky. První akvadukt, nazývaný Sifon, je pozoruhodnou technickou památkou. Byl postaven v roce 1908 a originálním způsobem nahradil původní již nevyhovující dřevěné vantroky. Mlýnský náhon tu dvěma betonovými tunely podtéká koryto říčky Valová. Asi 800 m dál po proudu Mlýnský náhon již klasickým akvaduktem zvaným Vantroky překonává odpadní kanál vedoucí od obce Uhřičice. V roce 1923 bylo původní dřevěné koryto nahrazeno betonovým.
Za Uhřičicemi pokračuje Mlýnský náhon dál na jih ke Kojetínu, před ním uhýbá na východ a vrací se do řeky Moravy.
V roce 2018 se začalo uvažovat o splavnění Mlýnského náhonu pro vodáky, zatím se tato myšlenka kvůli spadlým stromům a neudržovaným břehům nerealizovala. Uvažuje se i o využití Mlýnského náhonu v souvislosti s prodloužením Baťova kanálu.